# Torpedo Boyz
Die Torpedo Boyz sind eine deutsche Musikgruppe aus Berlin.

## Geschichte
Die Torpedo Boyz wurden im Jahre 2004 vom DJ und Musiker der Band Space Kelly Ken Steen (Kentastic) und dem ehemaligen House-DJ Holger Schuhmann (Rollin Hand) gegründet. Mit ihrer 12"-Single Gimme a Bassline! gelangte die Gruppe bis in die Top 5 der Deutschen Clubcharts. Nach weiteren Singles erschien 2006 das Debütalbum Headache Music und 2007 der Nachfolger Cum on Feel the Boyz mit dem sie in den USA den Independent Music Award für das beste Album in der Kategorie Dance/Electronica gewannen. Beide Alben erschienen offiziell auch in Nord-Amerika (auf Sounds from the Roof) und Osteuropa (Soyuz). 
Als Unterstützung für ihre Live-Auftritte kamen die MCs Returner und Daisuke, der Bassist Kurtis Bo sowie der Schlagzeuger Borat zur Gruppe. Es folgten Konzerte in Russland, China, USA und vielen europäischen Ländern bis nach Kasachstan.
Im Mai 2010 erschien das Studioalbum Return of the Ausländers auf Lounge Records.
Im Rahmen dieser Veröffentlichung traten die Torpedo Boyz 2011 unter anderem bei South by Southwest (Austin/Texas), im berühmten Roxy Theatre in Los Angeles sowie beim renommierten CMJ Music Marathon in New York auf. 2015 erschienen die Singles Grlfrnd und Bocadillo, die auch im folgenden Album Don't Cry enthalten waren. Nach dem Album-Release folgten Konzerte in Berlin und Hamburg.

## Diskografie

### Alben
- 2006: Headache Music (Lounge Records)
- 2007: Cum on Feel the Boyz (Lounge Records)
- 2008: Funky Stuff on Vinyl! (Muto)
- 2010: Return of the Ausländers (Lounge Records)
- 2015: Don't Cry (Lounge Records)

### Singles und EPs
- 2004: Gimme a Bassline! (Lounge Records)
- 2004: Are You Talking to Me??? (Lounge Records)
- 2006: Are You Talking to Me??? (Part 2) (Lounge Records)
- 2007: Japaneeze Boyz (Lounge Records)
- 2008: The Disco Song (Muto)
- 2009: Back to the Beatz! (Lounge Records)
- 2010: Welcome to the Sugar Show (Lounge Records)
- 2010: Ich bin Ausländer (Leider zum Glück) (Download / Lounge Records)
- 2012: Ich bin Ausländer (Leider zum Glück) (7" / Kernkrach)
- 2015: Grlfrnd (Lounge Records)
- 2015: Bocadillo (Lounge Records)
- 2017: Roadside (Lounge Records)

## Auszeichnungen
- The Independent Music Awards 2009 in der Kategorie Best Dance/Electronica Album für Cum on Feel the Boyz[1]